# Point Seen Money Gone
"Point Seen Money Gone" é uma canção do rapper estadunidense Snoop Dogg. Foi lançada em 27 de junho de 2016 como segundo single de seu decimo quarto álbum de estúdio Coolaid, com o selo das editoras discográficas Doggystyle Records e eOne Music. A canção foi produzido por Bongo e conta com a participação do cantor estadunidense Jeremih.

## Faixas e formatos
| Point Seen Money Gone — Download digital |                                                         |         |  |
| N.º                                      | Título                                                  | Duração |  |
| 1.                                       | "Point Seen Money Gone" (com a participação de Jeremih) | 4:19    |  |